# Иловенка (приток Колошки)
Иловенка (Иловенька) — река в России, протекает по Солецкому району Новгородской области. Устье реки находится в 0,7 км от устья Колошки по левому берегу. Длина реки составляет 27 км, площадь водосборного бассейна — 112 км².

## Данные водного реестра
По данным государственного водного реестра России относится к Балтийскому бассейновому округу, водохозяйственный участок реки — Шелонь, речной подбассейн реки — Волхов. Относится к речному бассейну реки Нева (включая бассейны рек Онежского и Ладожского озера).
Код объекта в государственном водном реестре — 01040200412102000024861.

## Топографическая карта
- Лист карты O-36-61 Сольцы. Масштаб: 1 : 100 000. Состояние местности на 1977 год. Издание 1979 г.